# Coupe d'Asie du Sud de football 1993
Navigation
Sri Lanka 1995
La Coupe d'Asie du Sud de football 1993 est la toute première édition de la compétition de football opposant les équipes des pays et territoires situés en Asie du Sud. Elle est organisée par la Fédération d'Asie du Sud de football (SAFF).
Quatre équipes prennent part à la compétition. Elles sont regroupées au sein d'une poule unique et se rencontrent une fois, lors de rencontres disputées à Lahore, au Pakistan.
C'est l'Inde qui termine en tête de la poule et remporte la compétition pour la première fois de son histoire, devançant le Sri Lanka, le Népal et le pays organisateur, le Pakistan.

## Équipes participantes
- Pakistan (Pays organisateur)
- Inde
- Sri Lanka
- Népal

## Compétition
| Classement |           |     |   |   |   |   |    |    |      |
|            | Équipe    | Pts | J | G | N | P | BP | BC | Diff |
| 1          | Inde      | 7   | 3 | 2 | 1 | 0 | 4  | 1  | +3   |
| 2          | Sri Lanka | 4   | 3 | 1 | 1 | 1 | 4  | 2  | +2   |
| 3          | Népal     | 2   | 3 | 0 | 2 | 1 | 1  | 2  | -1   |
| 4          | Pakistan  | 2   | 3 | 0 | 2 | 1 | 2  | 6  | -4   |

| 16 juillet | Inde      | 2 | 0 | Sri Lanka |
|            | Népal     | 1 | 1 | Inde      |
| 18 juillet | Sri Lanka | 4 | 0 | Pakistan  |
| 19 juillet | Sri Lanka | 0 | 0 | Népal     |
| 21 juillet | Inde      | 1 | 0 | Népal     |
| 23 juillet | Inde      | 1 | 1 | Pakistan  |

| 16 juillet 1993 | Inde                 | 2 - 0 | Sri Lanka | Lahore |
|                 | IM Viyajan · G.Singh |       |           |        |

| 16 juillet 1993 | Népal          | 1 - 1 | Pakistan       | Lahore |  |
|                 | Buteur inconnu |       | Buteur inconnu |        |  |

| 18 juillet 1993 | Sri Lanka          | 4 - 0 | Pakistan | Lahore |
|                 | Buteurs inconnus , |       |          |        |

| 19 juillet 1993 | Sri Lanka | 0 - 0 | Népal | Lahore |  |
|                 |           |       |       |        |  |

| 21 juillet 1993 | Inde       | 1 - 0 | Népal | Lahore |
|                 | IM Viyajan |       |       |        |

| 23 juillet 1993 | Inde       | 1 - 1 | Pakistan | Lahore |  |
|                 | IM Viyajan |       | M.N.Khan |        |  |

| Coupe d'Asie du Sud 1993 Vainqueur Inde Premier titre |